# Jaroslav Jirásek
Jaroslav Antonín Jirásek (* 13. března 1926, Praha) je český ekonom, odborník na management a vysokoškolský pedagog.

## Život
Vystudoval fakultu národohospodářskou ČVUT. Pracoval v podnikové praxi nebo v TOVÚS při Výzkumném ústavu strojírenském (ředitel). Jak vědec působil v Českém komitétu pro vědecké řízení (předseda), Institutu řízení (ředitel), Ústavu pro filozofii ČSAV (vedoucí pracovník), International Institute of Applied Systems Analysis (IIASA) v Laxenburgu u Vídně (vedoucí pracovník), Svazu průmyslu (čestný člen) nebo České manažerské asociaci (čestný člen). Jako akademik pracoval na Vysoké ekonomické škole v Praze, Českém vysokém učení technickém v Praze, Graduate School of Business při univerzitě v Pittsburghu (čestný profesor) nebo CMC Graduate School of Business v Čelákovicích (čestný děkan).
Je spolupracovníkem katedry podnikové ekonomiky na VŠE v Praze a autorem desítek[zdroj?] odborných knih, stovek[zdroj?] článků a členem vědecké rady nakladatelství Alfa.

## Dílo
- Seznam děl v Souborném katalogu ČR, jejichž autorem nebo tématem je Jaroslav Jirásek
- Souboj mozků v řízení, Nakladatelství Alfa, Praha 2004, ISBN 80-86851-01-X